# Stazione di Leto
La stazione di Leto era una stazione ferroviaria costruita a fini essenzialmente merci, posta al km 36+900 della ferrovia Motta Sant'Anastasia-Regalbuto in comune di Centuripe. Venne chiusa in seguito allo spostamento del capolinea della linea a Carcaci alla fine degli anni settanta, fu definitivamente dismessa nel 1987.

## Storia
La stazione venne aperta all'esercizio nel 1952 contestualmente all'apertura della tratta Schettino-Regalbuto. Venne costruita a circa 13 km di distanza dal centro abitato di Centuripe in zona di coltivazione agrumaria. Quando la tratta ferroviaria venne limitata a Carcaci anche la stazione di Leto venne abbandonata. La definitiva dismissione della stazione è avvenuta con il decreto ministeriale DM 73/T del 15 aprile 1987 contestualmente a quella della linea. La stazione fu sempre presenziata da assuntore in conseguenza dell'esercizio a Dirigenza Unica della linea.

## Strutture e impianti
L'edificio di stazione venne costruito a nord-est della linea ferrata; si componeva di un corpo centrale a 2 livelli e a quattro luci per facciata con edificio servizi laterale e giardinetto adiacente secondo un modello comune alle altre stazioni vicine. Sullo stesso lato il magazzino merci con piano caricatore. Il fascio binari comprendeva il primo binario, per arrivo e partenza e servizio viaggiatori, un secondo binario per incroci e precedenze a cui si raccordava il piccolo piazzale di binari per merci; un ponte a bilico da 40 t di portata e 8 m di lunghezza.
La stazione era protetta da segnale semaforico di prima categoria.

## Movimento
Il traffico viaggiatori in partenza e in arrivo dalla stazione era quasi inesistente, limitato ad agricoltori e a qualche cacciatore. L'orario ferroviario in vigore 1975-1976 prevedeva due coppie di treni giornalieri, di categoria locale. Gli arrivi, da Catania, alle ore 8:57 e alle 15:49 con proseguimento su Regalbuto; le partenze alle ore 10:04 e alle 17:16.